# Суен Ђихај
Суен Ђихај (кин: 孙继海; пин: Sūn Jìhǎi; 30. септембар 1977) бивши је кинески фудбалер који је играо у одбрани.
Каријеру је почео у Даљену, а током боравка у клубу био је на једносезонској позајмици у Кристал паласу. Године 2002. је прешао у Манчестер Сити где је одиграо 130 лигашких утакмица. Тада је постао први кинески фудбалер који је постигао гол у Премијер лиги и Купу УЕФА. Након једне сезоне у Шефилд јунајтеду, вратио се у Кину где је провео остатак каријере. У репрезентацији Кине је сакупио 80 наступа за 12 година.

## Статистика каријере

### Репрезентативна
| Кина   | Кина    | Кина   |
| Година | Наступи | Голови |
| ------ | ------- | ------ |
| 1996   | 5       | 0      |
| 1997   | 22      | 0      |
| 1998   | 12      | 0      |
| 2000   | 2       | 0      |
| 2001   | 11      | 0      |
| 2002   | 4       | 0      |
| 2003   | 3       | 0      |
| 2004   | 11      | 1      |
| 2005   | 2       | 0      |
| 2007   | 5       | 0      |
| 2008   | 3       | 0      |
| Укупно | 80      | 1      |

## Трофеји
Даљен Шиде
- Кинеска Ђа-А лига: 1996, 1997, 2000, 2001.
- Куп Кине: 2001.
- Суперкуп Кине: 1997, 2000.

Манчестер Сити
- Прва дивизија: 2001/02.

Гуејџоу Женхе
- Куп Кине: 2013.
- Суперкуп Кине: 2014.